# Statue of James Watt (Glasgow)

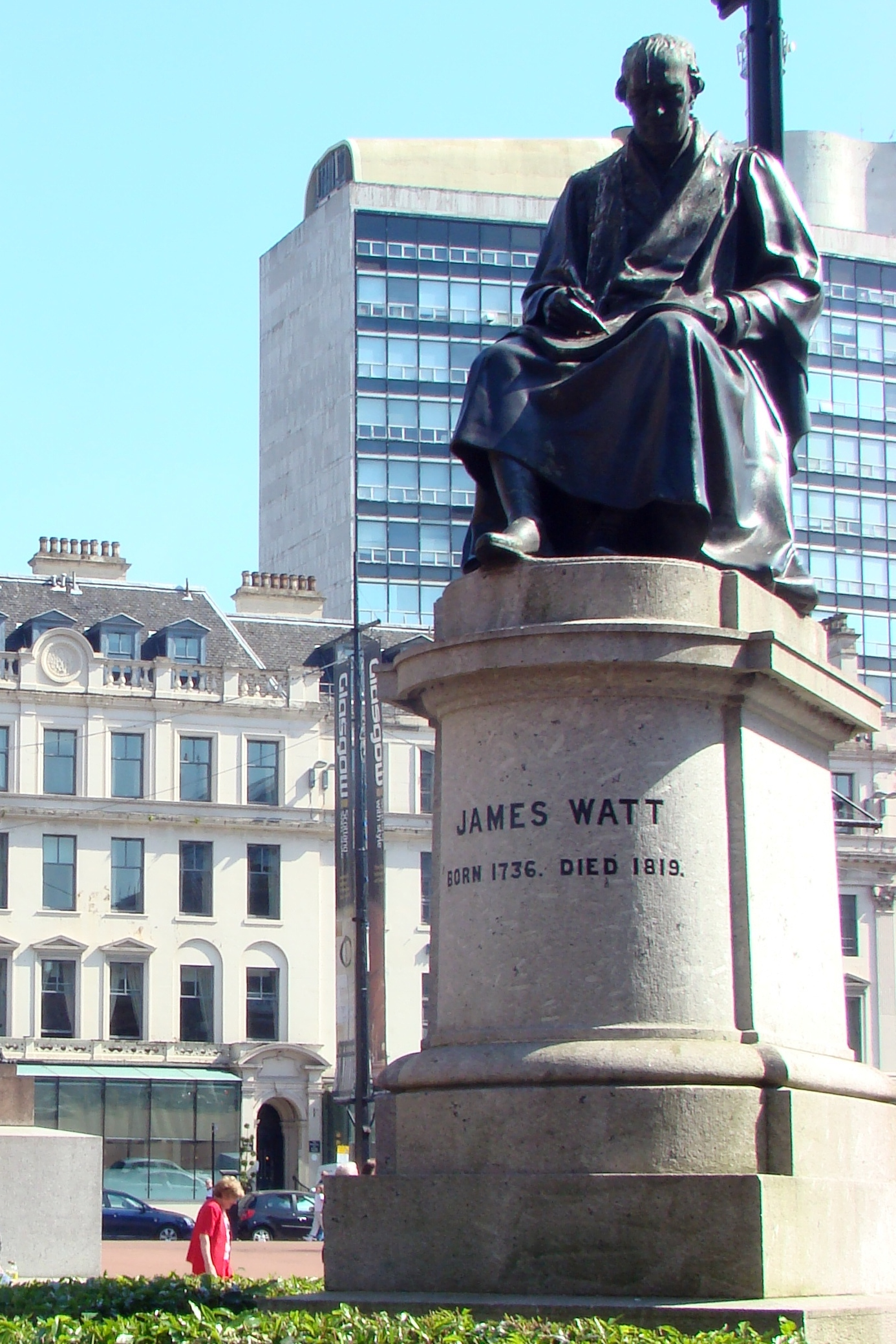
Statue of James Watt

Die Statue of James Watt ist ein Denkmal in der schottischen Stadt Glasgow. 1966 wurde das Bauwerk in die schottischen Denkmallisten in der höchsten Denkmalkategorie A aufgenommen.

## Beschreibung
Das Denkmal erinnert an den schottischen Erfinder James Watt (1736–1819). Es entstand im Jahre 1832 nach einem Entwurf des britischen Bildhauers Francis Leggatt Chantrey.
Die Statue of James Watt nimmt eine prominente Position an der Südwestecke des George Square im Zentrum Glasgows ein. Benachbart sind das Reiterdenkmal des Prince Albert und die Statue of Sir John Moore. Die Statue ruht auf einem elliptischen Postament aus Granit mit länglicher Plinthe. Die Bronzeskulptur zeigt James Watt sitzend. In seinem Schoß liegt eine ausgebreitete Landkarte, an welcher er mit einem Zirkel arbeitet.